# Перламутровка селена
Перламутровка селена, или перламутровка обыкновенная (лат. Boloria selene), — бабочка из семейства нимфалид (Nymphalidae). Одна из самых распространённых перламутровок в Северной Америке и Евразии.

## Описание
Длина переднего крыла 18-20 мм. Верхняя сторона крыльев рыже-бурая с характерным чёрным рисунком. Рисунок может сильно варьировать, иногда могут встречаться тёмные экземпляры с расширенным узором рисунка на верхней стороне крыльев, коричневая окраска при этом сохраняется лишь по краям крыльев. Светло-жёлтая перевязь на нижней стороне задних крыльев обычно с тремя серебряными пятнами. Впереди серединной перевязки находится ряд чёрных точек. С нижней стороны задних крыльев выделяется светлая дискальная перевязь с более или менее выраженным напылением серебристых чешуек по трём пятнам; в постдискальной области имеется ряд фиолетовых лунок; у внешнего края нет серебристых пятен.

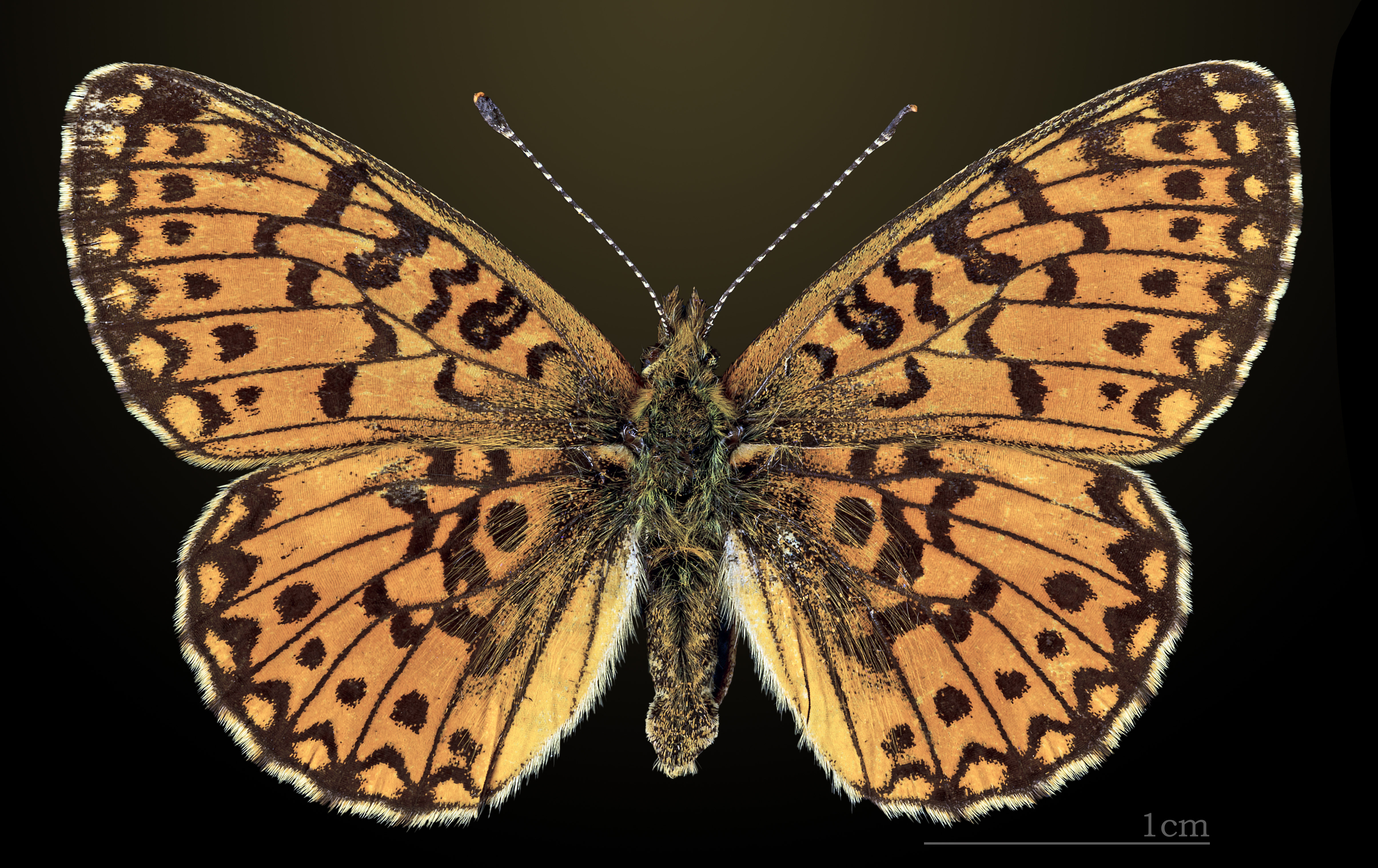
Перламутровка селена
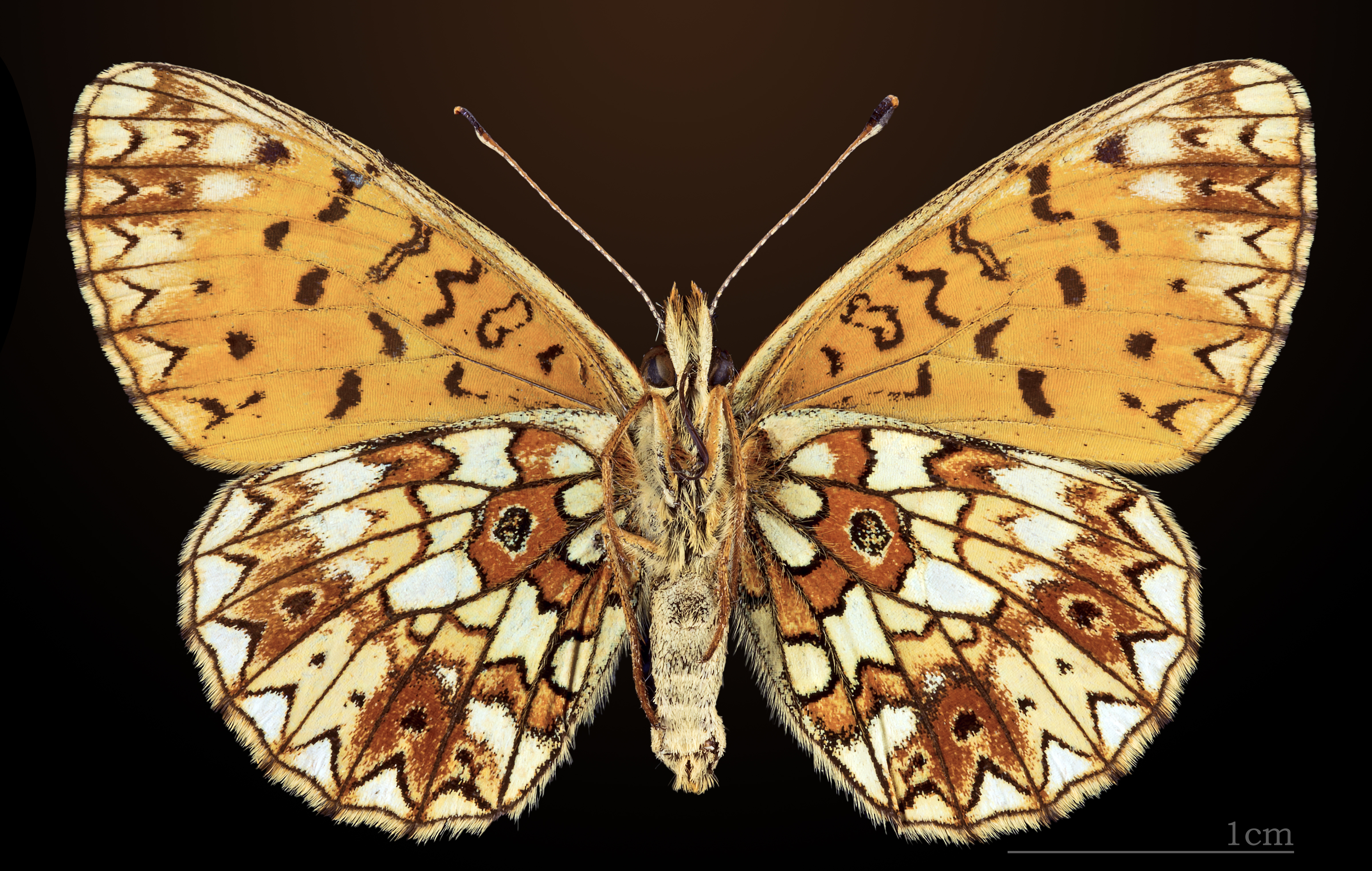
△ Перламутровка селена

## Распространение
Широко распространена в центральной и северной Европе и Азии до Кореи и в Северной Америке. Обитает в лесной зоне от северных тундр до южных Карпат и далее на восток ареал проходит по лесостепной зоне Украины и России. Отсутствует в Крыму. Известен с Западного Кавказа.
Бабочки населяют лесные опушки, поляны, заболоченные и сырые разнотравные луга, обочины дорог, берега рек. В зоне тундр — луговинные тундры с разнообразными цветущими растениями, реже — ерниковые тундры.

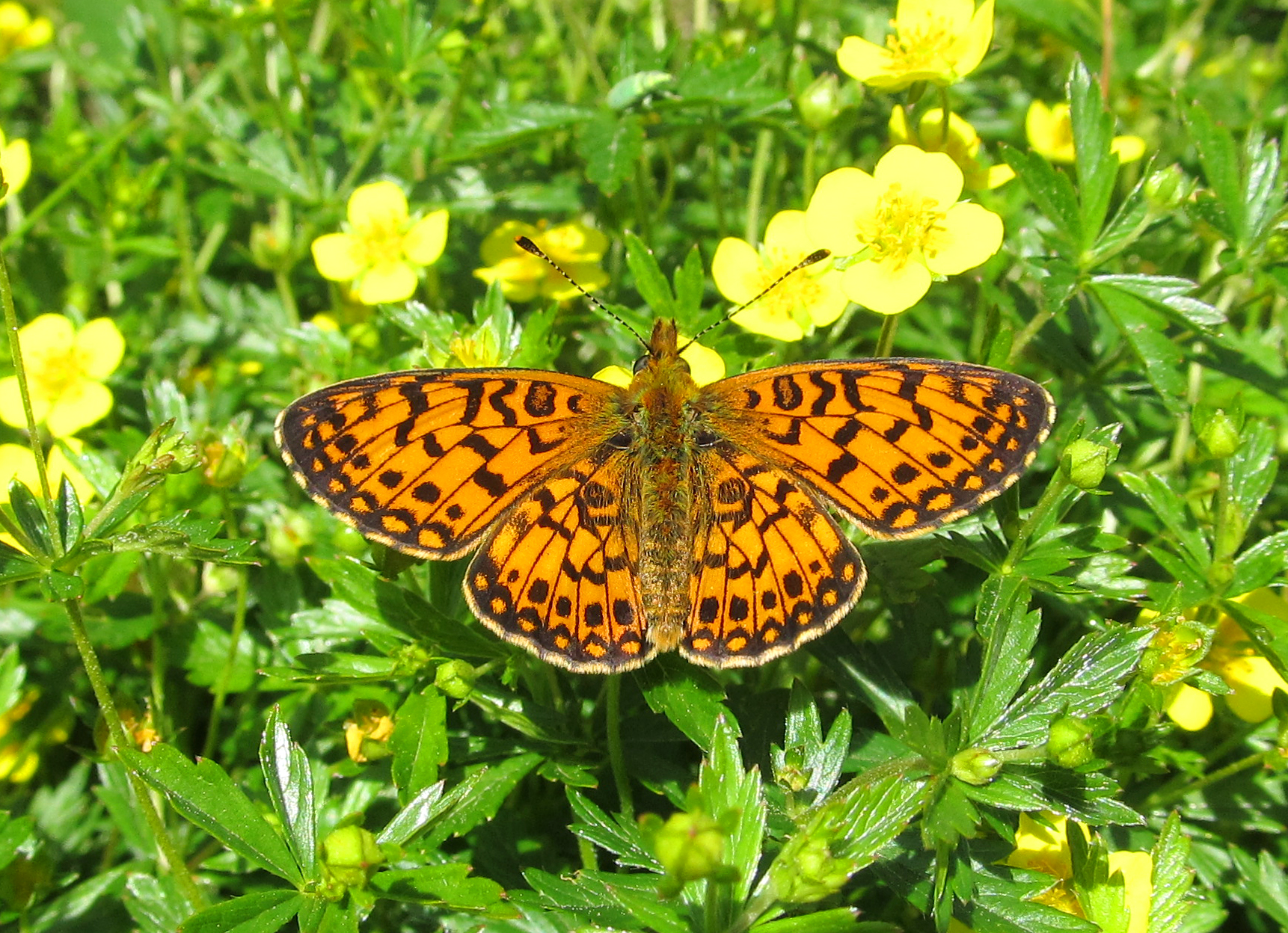
Перламутровка селена в окрестностях Санкт-Петербургом

## Биология
В зависимости от участка ареала может развиваться от одного (на севере) до трёх (на юге) поколений. На севере ареала единственное поколение летает в июле. В средней полосе вид развивается в двух поколениях, время лёта — с середины мая до конца июня и с 3-й декады июля до конца августа.
Самки откладывают яйца по одному или по несколько штук на верхнюю поверхность листьев кормовых растений. Часть гусениц первого поколения развиваются с зимовкой с июля по май следующего года. Окукливается головой вниз. Кормовые растения гусениц: земляника лесная, земляника, черника, Viola hirta, фиалка болотная, фиалка Ривиниуса, фиалки.